# 모듈러 설계

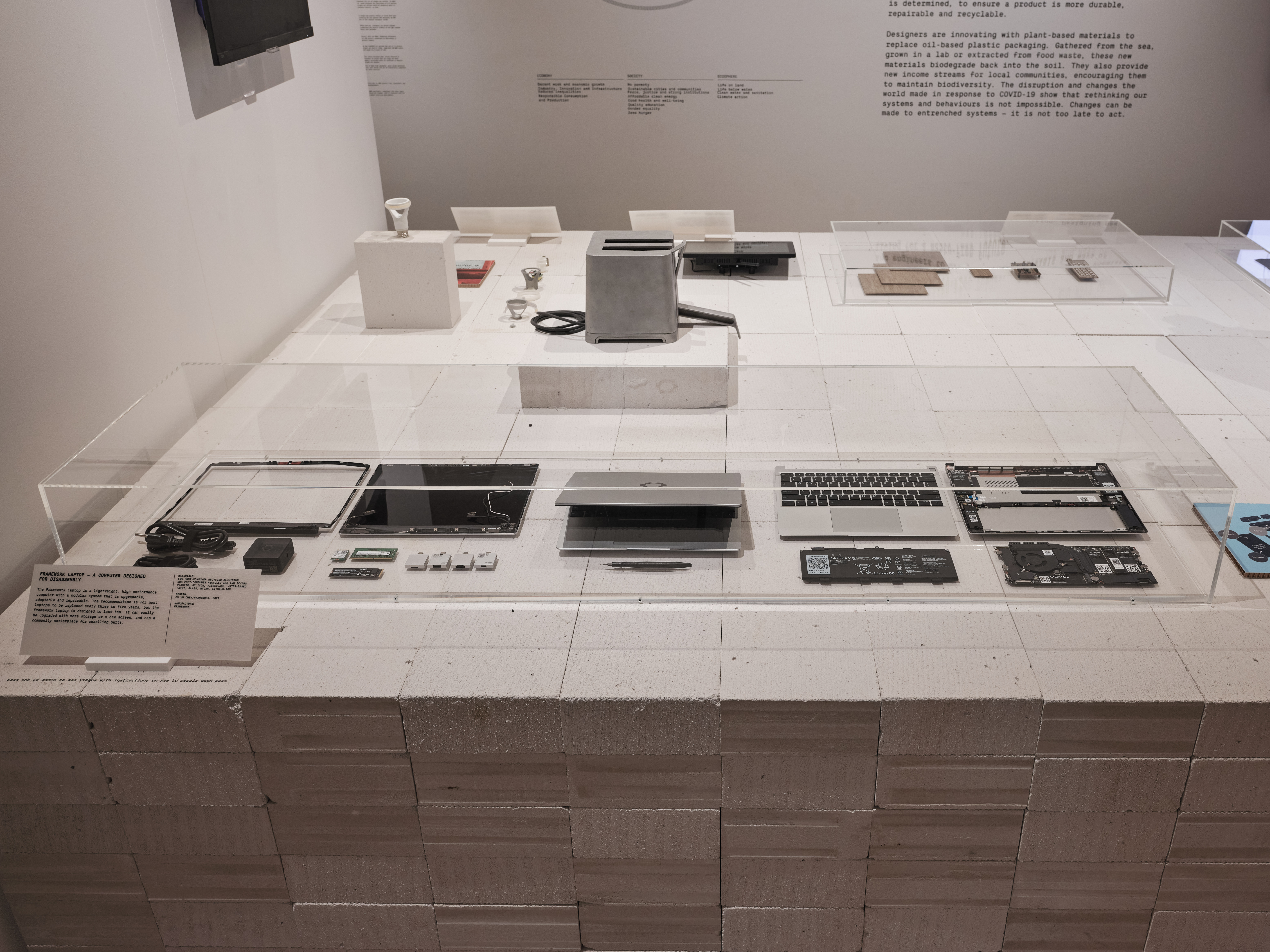
모듈러 설계 노트북

모듈러 설계, 모듈형 설계, 모듈러 디자인(modular design), 설계의 모듈성은 시스템을 모듈(예: 모듈형 프로세스 스키드)이라는 작은 부분으로 세분화하는 설계 원칙이다. 모듈은 독립적으로 생성, 수정, 교체 또는 다른 모듈과 또는 서로 다른 시스템 간에 교환할 수 있다.

## 개요
모듈러 설계는 확장 가능하고 재사용 가능한 개별 모듈로의 기능적 분할, 잘 정의된 모듈형 인터페이스의 엄격한 사용, 인터페이스에 대한 산업 표준 사용을 특징으로 할 수 있다. 이러한 맥락에서 모듈성은 구성 요소 수준에 있으며 구성 요소 슬롯 가능성이라는 단일 차원을 갖는다. 이러한 제한된 모듈성을 지닌 모듈형 시스템은 일반적으로 모듈형 구성 요소를 사용하는 플랫폼 시스템으로 알려져 있다. 예를 들어 자동차 플랫폼이나 컴퓨터 엔지니어링 플랫폼의 USB 포트가 있다.
디자인 이론에서 이것은 더 높은 차원의 모듈성과 자유도를 갖는 모듈식 시스템과 구별된다. 모듈식 시스템 설계에는 뚜렷한 수명이 없으며 최소한 3차원에서 유연성을 나타낸다. 이런 점에서 모듈형 시스템은 시장에서 매우 드문다. 메로 건축 시스템은 시장의 하드 제품 측면에서 모듈식 시스템에 가장 가까운 예이다. 특히 항공우주 분야의 무기 플랫폼은 완전히 새로운 시스템을 구입하지 않고도 기체가 수명 동안 여러 번 업그레이드되도록 설계된 모듈식 시스템인 경향이 있다. 모듈성은 영향을 받는 크기나 형태, 비용 또는 작동의 자유도로 가장 잘 정의된다.
모듈화는 비용 절감(사용자 정의는 전체 시스템을 정밀 검사할 필요 없이 시스템의 일부로 제한할 수 있음), 상호 운용성, 학습 시간 단축, 설계 유연성, 세대에 구애받지 않는 확장 또는 업데이트(추가)와 같은 이점을 제공한다. 새 모듈을 연결하기만 하면 새로운 솔루션) 및 제외. 플랫폼 시스템의 모듈화는 규모에 따른 마진 회수, 제품 개발 비용 절감, O&M 비용 절감, 출시 기간 단축 등의 이점을 제공한다. 플랫폼 시스템을 통해 시장에서 시스템 설계를 광범위하게 사용할 수 있게 되었고 제품 회사가 R&D 경로에서 제품 주기 속도를 분리할 수 있게 되었다. 모듈형 시스템의 가장 큰 단점은 설계자나 엔지니어이다. 대부분의 설계자는 시스템 분석 교육을 제대로 받지 못했고 대부분의 엔지니어도 설계 교육을 제대로 받지 못했다. 모듈형 시스템의 설계 복잡성은 플랫폼 시스템보다 훨씬 높으며 시스템 개발의 개념 단계에서 설계 및 제품 전략 전문가가 필요하다. 해당 단계에서는 모듈식 이점을 제공하기 위해 시스템에 필요한 유연성의 방향과 수준을 예상해야 한다. 모듈형 시스템은 보다 완전하거나 전체적인 디자인으로 볼 수 있는 반면, 플랫폼 시스템은 보다 축소주의적이며 모듈성을 구성 요소로 제한한다. 완전하거나 전체적인 모듈식 설계에는 일반적인 플랫폼 시스템보다 훨씬 더 높은 수준의 설계 기술과 정교함이 필요하다.
자동차, 컴퓨터, 프로세스 시스템, 태양광 패널, 풍력 터빈, 엘리베이터, 가구, 직기, 철도 신호 시스템, 전화 교환기, 파이프 오르간, 신디사이저, 전력 분배 시스템 및 모듈식 건물은 다양한 수준의 구성 요소 모듈성을 사용하는 플랫폼 시스템의 예이다. 예를 들어, 현존하는 태양광 부품으로 태양광 큐브를 조립할 수 없고, 트럭의 엔진을 쉽게 교체할 수 없으며, 모듈식 시스템의 경우처럼 몇 년 후에 모듈식 주택 장치를 다른 구성으로 재배치할 수도 없다. 이러한 주요 특성으로 인해 모듈식 가구는 믿을 수 없을 만큼 다양하고 적응성이 뛰어나다. 오늘날 시장에 현존하는 모듈식 시스템의 유일한 예는 버전 관리에서 완전히 네트워크화된 패러다임으로 전환한 일부 소프트웨어 시스템이다.
모듈식 설계는 본질적으로 표준화의 대량 생산 이점과 맞춤화의 이점을 결합한다. 모듈화 정도에 따라 크기에 따라 맞춤화가 가능한 정도가 결정된다. 예를 들어, 태양광 패널 시스템은 x 및 y 차원에서 배열을 조정할 수 있는 2차원 모듈성을 갖추고 있다. 패널 자체와 보조 시스템을 모듈화함으로써 모듈성의 추가 차원이 도입된다. 모듈형 시스템의 치수는 모양, 비용, 수명주기 등 영향을 받는 매개변수로 정의된다. 메로 시스템은 4차원 모듈성, x, y, z 및 구조적 하중 용량을 갖는다. 현대 컨벤션 공간에서 볼 수 있듯이, 스페이스 프레임의 추가 2차원 모듈성은 태양광의 2차원 모듈성보다 형태와 기능 면에서 훨씬 더 큰 유연성을 허용한다. 설계 전략에서 모듈성이 적절하게 정의되고 고려된다면 모듈형 시스템은 시장에서 상당한 경쟁 우위를 창출할 수 있다. 진정한 모듈형 시스템은 기능을 현재 시장 상태에 맞게 조정하기 위해 제품 주기에 의존할 필요가 없다. 적절하게 설계된 모듈식 시스템은 또한 불용 용량을 운반하지 않고 용량 활용률을 높이고 비용 및 가격 유연성에 미치는 영향을 높이는 경제적 이점을 제공한다.

## 같이 보기
- 3차원 인쇄
- 세포 자동자
- 전체론
- 모듈성 (프로그래밍)
- 모듈성
- 오픈 소스 하드웨어
- 패턴 언어
- 관심사 분리
- 시스템 설계
- 시스템 공학
- 시스템 통합